# Pseudocerastes urarachnoides
Espèce
Statut de conservation UICN

 DD  : Données insuffisantes
Pseudocerastes urarachnoides  est une espèce de serpents de la famille des Viperidae.

## Noms vernaculaires
Dans le monde francophone, Pseudocerastes urarachnoides est aussi identifié sous le nom vernaculaire de Vipère à queue d'araignée,. Dans le monde anglophone, il est connu sous les noms communs Iranian Spider-tailed viper (litt. : « vipère d'Iran à queue en forme d'araignée ») et Spider-tailed horned viper (litt. : « vipère cornue à queue en forme d'araignée »),.

## Étymologie
Le nom d'espèce de Pseudocerastes urarachnoides : « urarachnoides », du grec ancien οὐρά, oura, « queue », ἀράχνη, arakhnê, « araignée », et du suffixe -ίδης, -idès, « qui ressemble à », lui a été donné en référence aux appendices que présente sa queue.

## Description
L'holotype de Pseudocerastes urarachnoides, une femelle adulte, mesure 531 mm dont 55 mm pour la queue. Celle-ci présente des appendices dont la forme évoque, au moins pour un œil humain, un arthropode accroché à sa pointe — l'épithète spécifique du nom de l'espèce « urarachnoides » signifie littéralement « comme une queue d'araignée » — ; il s'agit d'un leurre, comme il s'en rencontre chez plusieurs espèces de serpents (ex. : Serpent à sonnette), permettant au reptile d'attirer de petites proies comme des oiseaux ou des musaraignes,.
Découverte en 1968,, l'espèce n'est appréhendée comme telle qu'après la collecte d'un deuxième spécimen en 2003, puis décrite en 2006,, la fonction de leurre de son appendice caudal n'est établie qu'en 2015, grâce à l'observation, par une équipe de chercheurs iraniens, de la capture d'un oiseau par un spécimen de Vipère à queue d'araignée, camouflé dans son milieu naturel,. Le serpent à l'affût d'une future proie, exhibe le bout de sa queue, formé d'une excroissance tissulaire d'où des écailles effilées se déploient, donnant l'illusion d'une mygale, ou d'un  Solifuge, tels que ceux qui habitent le même espace naturel que Pseudocerastes urarachnoides. Pseudocerastes urarachnoides est un serpent venimeux.

## Répartition
Pseudocerastes urarachnoides est une espèce de serpents endémique d'Iran. Il se rencontre dans les provinces d'Ilam et de Kermanshah. Les spécimens observés depuis sa découverte, en 1968, peuplent les monts Zagros, une chaîne de montagnes de l'Ouest de l'Iran. Sa zone de répartition est située entre celles des deux autres espèces du genre Pseudocerastes présentes au Moyen-Orient : Pseudocerastes fieldi (Nord-Ouest du Moyen-Orient) et Pseudocerastes persicus (Est du Moyen-Orient).

## Publication originale
- Bostanchi, Anderson, Kami et Papenfuss, « A new species of Pseudocerastes with elaborate tail ornamentation from Western Iran (Squamata: Viperidae) », Proceedings of the California Academy of Science, vol. 57, no 14,‎ 2006, p. 443-450 (lire en ligne [PDF]).